# برادلي دي نويجر
برادلي دي نويجر (بالهولندية: Bradley de Nooijer) هو لاعب كرة قدم هولندي في مركز الدفاع، ولد في 7 نوفمبر 1997 في Oost-Souburg ‏ في هولندا. لعب مع نادي دوردريخت ونادي فورسكلا بولتافا ونادي فيتورول كونستانتا.

## وصلات خارجية
- برادلي دي نويجر على موقع قاعدة بيانات كرة القدم.إي يو (الإنجليزية)
- برادلي دي نويجر على موقع Soccerway.com (الإنجليزية)
- برادلي دي نويجر على موقع عالم كرة القدم.نت (الإنجليزية)